# 마리스 슈트롬베르크스
마리스 슈트롬베르크스(라트비아어: Māris Štrombergs, 1987년 3월 10일~)는 라트비아의 전직 사이클 선수로 주 종목은 BMX이다. 베이징에서 열린 2008년 하계 올림픽과 런던에서 열린 2012년 하계 올림픽 사이클 BMX 종목에서 금메달을 획득하였고, 이 금메달 2개는 2000년 하계 올림픽 남자 체조 마루 종목에서 금메달을 획득했던 이고르스 비흐로우스 이후 처음으로 라트비아가 획득한 올림픽 금메달이다.